# Someş-Odorhei
Someş-Odorhei es una comuna ubicada en el distrito de Sălaj, Rumania.

## Superficie
Posee una superficie de 78,24 kilómetros cuadrados.

## Demografía
Hasta 2021 la población era de 2678 habitantes, con una densidad de población de 34,23 habitantes por kilómetro cuadrado.